# Billy Corgan
 (décembre 2021).
Si vous disposez d'ouvrages ou d'articles de référence ou si vous connaissez des sites web de qualité traitant du thème abordé ici, merci de compléter l'article en donnant les références utiles à sa vérifiabilité et en les liant à la section « Notes et références ».
William Patrick Corgan, Jr. plus connu sous le nom de Billy Corgan est un chanteur, guitariste, auteur-compositeur-interprète, poète et promoteur de catch américain né le 17 mars 1967 à Elk Grove Village, dans la banlieue de Chicago, dans l'Illinois. Il est surtout reconnu pour son travail à la tête des Smashing Pumpkins, groupe majeur du rock alternatif. À la dissolution du groupe en 2000, il forme le groupe Zwan, puis travaille en solo, avant de reformer les Smashing Pumpkins avec de nouveaux musiciens.
En dehors de la musique, Corgan devient producteur de la fédération de catch Total Nonstop Action Wrestling (TNA) en 2015 puis actionnaire minoritaire de la TNA avant d'en devenir président de août à novembre 2016. Il devient ensuite promoteur de la National Wrestling Alliance à partir de 2017.

## Biographie

### Enfance
Un certain nombre de révélations autobiographiques, extraites du journal de Corgan, permettent d'en savoir beaucoup sur son enfance. Corgan est le premier enfant de William Corgan Sr. et Martha Louise Maes Corgan Lutz. Malgré leur mariage de courte durée, ses parents eurent un autre fils, nommé Ricky. À la suite du divorce, le père de Corgan se remarie rapidement. Jesse, le plus jeune frère de Billy, naît de cette union. Ce dernier se trouve souffrir de limitations motrices : Corgan l'évoque dans la chanson Spaceboy, qui figure sur l'album Siamese Dream.
Il passe ses premières années chez ses grands-parents, puis la majeure partie de son enfance se passe chez son père et sa belle-mère à Glendale Heights, dans l'Illinois. Au cours de cette période, Corgan prétend avoir été abusé mentalement et physiquement par cette dernière. Son père, quant à lui, musicien professionnel, pouvait fumer quotidiennement de grandes quantités de marijuana et malgré cette indifférence assumée à tenir un rôle dans la vie du petit Billy, Corgan considère son père avec une grande admiration.
Il semble donc que la plus grande partie de l'enfance de Corgan est marquée par un profond trouble émotionnel lié à ces « sévices » familiaux. Ses révélations en ligne, ou « confessions » comme il choisit de les appeler, le décrivent comme un garçon à la recherche de la reconnaissance de son père et fuyant sa belle-mère. Martha Lutz, sa mère, a elle-même souffert de maladie mentale et fut pour une brève période prise en charge en institution spécialisée.
Plusieurs anecdotes de son journal en ligne permettent d'en apprendre plus sur l'enfance tumultueuse de Corgan. On y découvre que lors de son dix-huitième anniversaire, son père lui révèle l'existence d'un demi-frère né la même année que Billy. Corgan n'a jamais réussi à trouver sa trace, mais révèle avoir croisé un adolescent avec des traits familiers lors d'une fête en 1986 dans les environs de « Chicagoland ».

## The Smashing Pumpkins

### Les débuts
En 1985, Corgan laisse tomber l'école et déménage de Chicago à St. Petersburg, en Floride, avec son premier vrai groupe, The Marked, appelé ainsi en raison des remarquables taches de naissance de Billy et de Ron Roesing, le batteur. Le groupe vivra environ neuf mois puis se séparera, Billy retournant alors à Chicago pour vivre avec son père.
De retour dans sa ville natale, il travaille chez un petit disquaire où il fait la rencontre, par le biais d'un de ses amis, du guitariste James Iha. Après avoir enregistré deux démos écrites par Corgan, Iha décide d'en faire une. Il la présente à Billy qui critique les chansons. James se sent alors blessé et arrête tout contact avec Billy pendant un certain temps. Quelques mois plus tard, les deux forment un duo, dans lequel James joue de la guitare et Billy de la basse. Le nom Smashing Pumpkins est venu par hasard. ; en fait, Corgan avoue avoir entendu quelqu'un dire lors d'une fête « Smashing Pumpkins ». Ayant la certitude que ces deux mots forment un nom de groupe génial, il décide, avec James, de faire de la musique sous le nom des Smashing Pumpkins. Il rencontre par la suite, après un concert local, la bassiste D'arcy Wretzky, débattant avec elle au sujet d'un groupe qui venait de jouer. Le trio commence alors à jouer ensemble dans des clubs locaux, avec en guise de percussions une simple boîte à rythme. Le groupe essaie d'obtenir un concert au Cabaret Metro, un des haut-lieux de la musique à Chicago, mais le propriétaire du Metro, Joe Shanahan, refuse de laisser jouer le groupe tant qu'il n'aura pas trouvé un vrai batteur. Et c'est alors qu'un de leurs amis communs leur présente le batteur de jazz fusion Jimmy Chamberlin, dont le style ne semble pas immédiatement coller avec celui du groupe, mais qui le rejoint finalement, pensant qu'ils ont du potentiel. Le concert du 5 octobre 1988 au Metro est donc le premier du groupe dans sa formation complète. Les Pumpkins resteront d'ailleurs par la suite très attachés à cette salle, y jouant régulièrement leurs nouveaux morceaux et y mettant terme à leur histoire lors de leur concert plus de dix ans plus tard, le 2 décembre 2000.
Dans leur premier album Gish (1991), le nouveau groupe fusionnera, dans un son déjà caractéristique, rock psychédélique et hard rock.

### Le succès populaire
Après le succès de Gish (complètement éclipsé par l'album Nevermind de Nirvana), les Pumpkins signent chez une major Virgin Records et enregistrent Siamese Dream. Ils se font alors connaître par leurs techniques minutieuses de production, superposant de multiples pistes avec une large palette d'effets. La chanson Soma contient d'ailleurs à elle-seule plus de 40 pistes de guitares. Mais, au cours de cette période, le groupe devient également célèbre pour ses dissensions internes, Corgan étant fréquemment décrit dans la presse musicale comme un despote capable d'effacer sans préavis les prestations studios de ses acolytes (à l'exception de celles de Jimmy Chamberlin bien évidemment) pour les remplacer par les siennes. La période d'enregistrement de Siamese Dream est assez douloureuse pour Billy Corgan, puisqu'il vit difficilement la séparation avec sa première petite amie sérieuse, Chris Fabian. Corgan avouera plus tard que la plupart des chansons de cet album font référence à sa relation avec Chris Fabian. Iha, le guitariste, et Wretzky, la bassiste, se désintéressaient quant à eux du groupe en raison d'un quiproquo amoureux à la fin malheureuse. Corgan prétendait même au cours de l'enregistrement que si Siamese Dream ne se vendait pas bien, il mettrait fin au groupe. Mais l'album fut finalement bien accueilli par la critique et les titres Today et Disarm devinrent rapidement des tubes, appuyés par la large diffusion faite à leurs clips sur l'antenne de MTV.
Le double album suivant Mellon Collie and the Infinite Sadness (1995), eut un succès considérable, délivrant une véritable collection de succès, plus tard complétée par un coffret de 5 disques (The Aeroplane Flies High, 1996) regroupant les morceaux issus des sessions studio, mais n'ayant pas trouvé leur place sur l'album. Celui-ci, un voyage musical de plus de deux heures, constituait pourtant un élan commercialement bien risqué pour le groupe. Mais avec les moyens alors bien plus grands à leur disposition, la production atteint une élaboration et un raffinement jamais atteints, mélangeant tout à la fois les racines hard rock (Fuck you: an ode to no one, les magistraux arrangements de cordes (Tonight, Tonight), des ambiances plus éthérées flirtant avec l'electro (1979) ou la douceur d'une introduction au piano. L'album inclut également des morceaux électriques plus convenus, basés sur les parties de guitare de Corgan, mais à la puissance particulièrement efficace, tels que Bullet with Butterfly Wings ou Zero. Cette année-là, l'album fut nommé à sept reprises pour les Grammy awards et finit par se vendre à plusieurs millions d'exemplaires, devenant ainsi l'une des plus importantes ventes de double album de tous les temps.
La prestation du groupe au Saturday Night Live le 11 novembre 1995 pour promouvoir le disque marqua la première apparition de Corgan avec le crâne rasé, un style qu'il a conservé jusqu'à aujourd'hui, alors qu'auparavant, il changeait régulièrement de coiffure (des longues boucles châtains du psychédélisme des débuts à la coupe "sérieuse" version Siamese Dream).
Au cours de la tournée mondiale qui suivit, le groupe fut parasité par la dépendance de Chamberlin à l'héroïne. Le 12 juillet 1996, Chamberlin et le claviériste de la tournée Jonathan Melvoin font une surdose dans une chambre d'hôtel. Chamberlin se réveilla, Melvoin non. Et les Pumpkins furent obligés d'exclure le batteur. Ils terminèrent alors la tournée avec le batteur de Filter, Matt Walker, et le claviériste des Frogs, Dennis Flemion, mais le groupe avait perdu l'intense énergie du jeu de batterie fournie par Chamberlin.
Bono, chanteur fameux du groupe U2, déclara alors au sujet de la soi-disant déchéance du groupe : « Beaucoup de gens disent que les Smashing Pumpkins ont subi un déclin après Mellon Collie and the Infinite Sadness, et je dirais qu'ils ont raison. »

### La fin des Pumpkins
Leur effort créatif suivant, l'album Adore (1998), fut donc entrepris à l'aide de boîtes à rythme et de batteurs de studio, en lieu et place de Chamberlin, l'ensemble aboutissant fatalement à quelque chose de plus contenu qu'auparavant. La mère de Corgan, Martha, fut emportée par un cancer au cours de l'enregistrement et en l'absence de Chamberlin, le traditionnel faire-valoir créatif de Corgan, certains pensèrent que le processus prenait une tournure hésitante et confuse. Pour autant, Adore reçut un accueil élogieux de la part de certains critiques et de beaucoup de fans, mais dans le même temps, d'autres, à commencer par la plupart des amateurs occasionnels des Pumpkins, pensèrent que le groupe s'était égaré, avec pour principale conséquence une baisse significative des ventes d'album (3 millions de copies, contre les 4,5 millions de Mellon Collie).
Chamberlin fut réintégré au groupe en 1999, pour la brève tournée ARISING!, puis en 2000 sortit Machina/The Machines of God, un concept-album dans lequel le groupe joue délibérément avec son image publique. Les critiques furent à nouveau divisées et les ventes pas plus impressionnantes. Vers la fin des sessions d'enregistrement de MACHINA, la bassiste D'Arcy quitta le groupe et fut remplacée par l'ancienne bassiste de Hole, Melissa Auf der Maur.
Le dernier album du groupe sera Machina II/The Friends and Enemies of Modern Music. Dans les faits, MACHINA/The Machines of God était initialement prévu pour être un double album, tout comme Mellon Collie...mais le projet fut rejeté par leur label Virgin. De plus, en raison des ventes décevantes de MACHINA I, ils refusèrent de sortir MACHINA II séparément aussi peu de temps après la sortie du précédent. Finalement, puisque le groupe avait pris l'initiative de se séparer par la suite, ils décidèrent que le moyen le plus approprié de faire profiter de cet album aux fans était de le rendre disponible sur Internet. Seulement 25 copies de ce dernier album furent donc pressées et distribuées à 25 fans sélectionnés, avec pour instruction de diffuser, dès que possible, les morceaux en MP3 librement sur Internet.
Les Smashing Pumpkins se séparèrent plus tard en 2000, donnant leur dernier concert le 2 décembre au Cabaret Metro de Chicago.

### Le retour des Pumpkins
Le jour de la sortie de "TheFutureEmbrace", Corgan s'offre une pleine page dans les deux plus populaires journaux de Chicago (le Chicago Tribune et le Chicago Sun-Times), révélant son désir de reformer les Smashing Pumpkins. Quelques jours plus tard, Jimmy Chamberlin accepte l'offre de Corgan.. Plusieurs suppositions existent quant à savoir si les autres membres originaux (James Iha et D'Arcy Wretzky) furent réellement approchés par Corgan pour repartir le groupe. Malgré le désir des deux autres membres à vouloir garder le silence, Corgan dit avoir communiqué avec eux sans pour autant recevoir de réponses positives.
L'année 2006 voit beaucoup de spéculations sur d'éventuelles apparitions des reformés The Smashing Pumpkins lors de divers festivals (Coachella et Lollapalooza entre autres) et sur la présence ou non des membres originaux, mais le seul signe d'activité est la réouverture d'un site officiel.
Début 2007, l'album Zeitgeist est annoncé pour le 7 juillet 2007 (07/07/07), date bientôt corrigée en 10 juillet 2007. Peu de choses filtrent sur le disque avant le premier concert de reformation qui a lieu le 22 mai 2007 au Grand Rex à Paris qui voit l'arrivée de nouveaux membres, la bassiste Ginger Reyes et le guitariste Jeff Schroeder, dont on ignore encore aujourd'hui la vraie future implication dans le groupe en ce qui concerne les enregistrements.
Le retour du groupe est effectif depuis 2007, notamment à la suite de la sortie de l'album Zeitgeist, et d'une tournée d'abord européenne puis mondiale, ouverte à Paris, le 22 mai 2007, au Grand Rex. Depuis, le groupe a de nouveau fait le tour du monde, entre concerts et festivals. En mars 2009, à la grande surprise de tous, Jimmy Chamberlin quitte les Smashing Pumpkins, laissant alors Billy comme le seul membre original encore présent. Un an plus tard, lors d'une entrevue accordée au populaire magazine Rolling Stone, Billy avoue avoir renvoyé Jimmy en raison de son manque de motivation à vouloir continuer sous le nom des Smashing Pumpkins.

## Carrière solo
En 1999 il enregistre avec Mike Garson son ami claviériste (de David Bowie notamment) la bande originale du film Stigmata. Il n'y chante pas et les morceaux sont au clavier avec des sons électroniques.
En 2000, Corgan coécrit le morceau Black Oblivion avec Tony Iommi pour l'album solo éponyme de l'ancien guitariste de Black Sabbath.
En 2001, Corgan forme le groupe Zwan avec Chamberlin à la batterie et les guitaristes Matt Sweeney et David Pajo, l'ancienne bassiste de A Perfect Circle, Paz Lenchantin, les rejoignant en 2002. Zwan surprend fans et critiques en développant un pop-rock mélodique et ensoleillé, bien éloigné des ambiances des derniers Pumpkins, et l'album Mary Star of the Sea (inspiré par et écrit à Key West en Floride) reçoit un accueil dans l'ensemble positif. En mars 2003, Corgan et Chamberlin se produisent avec le chanteur de jazz Kurt Elling pour The Waltz, un concert de charité annuel au profit des SDF et des adolescents abusés. Ensemble, ils reprennent à leur manière la chanson Freedom de Jimi Hendrix. Au cours d'une interview avec WGN-9 le 15 septembre de la même année, Corgan annonce que Zwan est officiellement séparé.
En plus de ses performances scéniques, Corgan produit les albums d'artistes divers comme Ric Ocasek, Hole, The Frogs et Catherine. Il sert également de conseiller à Marilyn Manson pour l'album Mechanical Animals, écrit la chanson Eye pour la BO du film Lost Highway (1997) et produit trois BO pour les films La Rançon (1996), Stigmata (1999) et Spun (2002). Il contribue en tant que chanteur et guitariste aux côtés de New Order, avec qui il prendra part à la tournée consécutive à l'album Get ready en 2001 et Marianne Faithfull. Il participe aussi à l'album de Blindside About a Burning Fire (2004), sur la chanson Hooray, it's LA. Il écrit également un morceau intitulé Lost in the Woods avec le groupe Taproot pour leur album Blue-Sky Research (2005), ainsi qu'un autre morceau sur l'album We Are Not Alone de Breaking Benjamin.
Le 17 février 2004, Corgan envoie un message rempli d'amertume sur son blog, reprochant au guitariste James Iha d'être responsable de la soudaine séparation des Smashing Pumpkins quatre ans plus tôt. Il évoque également la bassiste D'arcy Wretzky comme "une droguée mesquine." Le 3 juin 2004, il fait au contraire l'apologie d'Iha, écrivant qu'il l'aime énormément et que « la profondeur de sa blessure n'a d'égale que la profondeur de sa gratitude ». Dans un autre message, Corgan insulte les membres de son ancien groupe Zwan, déclarant qu'ils avaient été vils, opportunistes et égoïstes.
Bien qu'il semble que la plupart des relations professionnelles de Corgan se soient alors rapidement ternies, Chamberlin et lui restent de bons amis. Corgan apparaît comme invité pour des parties vocales sur le morceau Loki Cat extraite du premier album solo Life Begins Again du Jimmy Chamberlin Complex et de la même manière, Chamberlin assure la batterie sur la chanson DIA du premier album solo de Corgan.
Parallèlement, Corgan publie fin 2004 Blinking with Fists, un recueil de poésie, qui apparut sur la liste des best sellers du 'New York Times et fut la plus grosse vente d'un livre de poésie aux États-Unis au cours de la semaine qui suivit sa sortie.
Le 21 juin 2005, c'est au tour de son premier album solo TheFutureEmbrace (sur le label Reprise Records) de sortir, celui-ci recevant des critiques pour le moins mitigées dans la presse, avec pour conséquence des ventes décevantes.
Corgan part alors en tournée courant 2005 pour promouvoir ce nouvel album, avec un groupe incluant Linda Strawberry, Brian Liesegang et Matt Walker (en), une tournée au nombre de dates forcément bien moins important que celles précédentes des Pumpkins ou de Zwan.

## Autres projets

### Total Nonstop Action Wrestling (2015-2016)
En avril 2015, il devient producteur sénior et développeurs de talents de Total Nonstop Action Wrestling, une fédération de catch.
En juin 2016, il en devient actionnaire minoritaire avant d'en prendre la direction le 12 août,.

### National Wrestling Alliance (2017-)
En 2017, il prend le contrôle de la mythique mais déclinante NWA afin de relancer la fédération qui a marqué le monde du catch des années 1950 à la fin des années 1980.

## Vie privée
Billy Corgan a eu une relation avec Courtney Love avant que celle-ci ne fréquente Kurt Cobain. En 1993, il épouse sa petite amie de longue date : Chris Fabian. En 1994, des rumeurs lui prêtèrent à nouveau une liaison avec Courtney Love alors qu'il participait au festival Lollapalooza avec les Smashing Pumpkins. Corgan et Fabian divorcèrent en 1997. 
Fin 1995 à 2004, Billy Corgan fréquente la photographe Yelena Yemchuk. 
Début 2006, il emménage avec Courtney Love et sa fille Frances Bean Cobain à Hollywood Hills. Deux ans plus tard, Courtney Love critique publiquement Billy Corgan car celui-ci n'a pas assisté à la fête d'anniversaire des seize ans de Frances. 
En 2008, Corgan déclare: « J'ai eu un mauvais mariage et sept mauvaises petites amies. », un point de vue qu'il attribue à son dévouement pour la musique. En 2009, il est vu en compagnie de la chanteuse Jessica Simpson. 
De 2010 à 2012, Billy Corgan est en couple avec Jessica Origliasso, chanteuse du groupe australien The Veronicas.
Depuis 2013, il partage sa vie avec la créatrice de mode Chloe Mendel, fille du créateur Gilles Mendel, de 26 ans sa cadette. De leur union sont nés deux enfants : un garçon prénommé Augustus Juppiter, né le 16 novembre 2015, et une fille née en 2018, prénommée Philomena Clementine.

## Discographie

### Albums studio
- 2005 : TheFutureEmbrace
- 2014 : AEGEA
- 2016 : Siddhartha
- 2017 : Ogilala
- 2019 : Cotillions

### Bande Originale de Film
- 1998 : O.S.T Stigmata

### Singles
- Aeronaut - (22 août 2017)
- Walking Shade - (13 juin 2005) #74 UK

## Le matériel

### Guitares
- Fender Stratocaster Artist Series Billy Corgan
- Fender Stratocaster '57 reissue (Main Bitch), équipée de micros Fender Lace Sensor (blue/silver/red)
- Fender Stratocaster '74 (I Love my Mom) puis modifiée avec ses micros DiMarzio
- Gibson Les Paul Junior
- Gibson ES-335 '72
- Gibson SG
- Gibson Flying V équipée d'un Bigsby

### Amplis
- ADA MP1 Pre-amp
- Marshall JCM800

### Effets
- Electro-Harmonix Big Muff
- Electro-Harmonix Micro Synthetizer
- Fender Fender Blender
- Fulltone Uni Vibe
- MXR (en) Phase 100
- EBow

(source:Guitar World, novembre 1995)